# 二龙湖古城遗址
二龙湖古城遗址位于中华人民共和国吉林省四平市铁东区（原属梨树县）石岭镇二龙社区以东，二龙山水库（二龙湖）大坝南端。该遗址是目前已知中国东北地区受燕文化影响最北的城址。
遗址于1983年第二次全国文物普查时被发现，最初被认为是明代叶赫故城。1985年，遗址处建设啤酒厂厂房时发现铁镢和绳纹陶片，经吉林大学林沄教授认定出土器物属于战国时期。之后吉林大学、吉林省文物考古研究所，在遗址中先后发掘出铜镞、环底瓮、铁镰、马镳等器物，证实了二龙湖古城遗址为战国遗址。推测可能是燕国在长城以北的的一座军事边堡。
二龙湖古城遗址在2001年被公布为第五批全国重点文物保护单位。